# Ульянино (Саратовская область)
Ульянино — село в Хвалынском районе Саратовской области. Входит в Сосново-Мазинское муниципальное образование.

## География
Расположено в центральной части района, в верховьях реки Терса, в пределах Хвалынского национального парка.
До районного центра 17 км, до посёлка Возрождение 23 км. Вплотную к селу подступают покрытые лесом Хвалынские горы. К юго-востоку от села гора Мордовская Шишка высотой 287 метров.

## Население
| 2002 | 2010 |
| ---- | ---- |
| 428  | ↘228 |

## История
В 1984 года указом Президиума ВС РСФСР село Болтуновка переименовано в Ульянино, в честь Героя Советского Союза Ф. И. Ульянина.

## Инфраструктура
По состоянию на 2002 год в селе имелись школа, клуб, фельдшерско-акушерский пункт, отделение связи.

## Уроженцы
В селе родился Герой Советского Союза Фёдор Иванович Ульянин.